# إدموند من ووستودك، إيرل كينت الأول
إدموند من ووستودك، إيرل كينت الأول (بالإنجليزية: Edmund of Woodstock, 1st Earl of Kent) (و. 1301 – 1330 م) هو دبلوماسي بريطاني، توفي في ونشستر، عن عمر يناهز 29 عاماً، بسبب قطع الرأس.